# Граватаи
Граватаи (порт. Gravatai) град је у Бразилу у савезној држави Рио Гранде до Сул. Према процени из 2007. у граду је живело 261.150 становника.

## Становништво
Према процени из 2007. у граду је живело 261.150 становника.
| 1991.   | 2000.   |
| ------- | ------- |
| 181,035 | 232,629 |